# Chevrolet Parkwood
La Chevrolet Parkwood était un break construit par Chevrolet de 1959 à 1961. 
En tant qu'équivalent break de la série de berline Bel Air, il représentait le membre intermédiaire de la gamme de break Chevrolet de ces années, au-dessus des modèles Brookwood les moins chers, mais en dessous du leader du luxe Nomad.

## Modèle de 1959-1960
Les Parkwood de 1959 et 1960 étaient tous des modèles à six places, tandis que le Kingswood (l'autre équivalent break de la Bel Air de Chevrolet pendant ces deux années) en avait neuf. Le Parkwood est devenu disponible dans les deux configurations de places pour 1961, lorsque le nom Kingswood a été abandonné (Ce dernier nom est revenu pour 1969). Le nom Parkwood a également été abandonné pour 1962, lorsque tous les break de Chevrolet ont commencé à partager les noms des séries avec leurs camarades de ligne berline. Tout au long de sa production de trois ans, le Parkwood était disponible avec un moteur six cylindres ou V8.

## Modèle de 1961
Pour 1961, Chevrolet avait à nouveau une carrosserie totalement nouvelle, pas seulement une nouvelle tôlerie. Son empattement est resté de 119 po (3 000 mm), mais sa longueur est légèrement réduite à 209,3 po (5 320 mm). Toutes les options de moteurs de l'année précédente sont restées en vigueur, les moteurs standard étant le Six 235,5 CID de 135 ch (101 kW) ou le V8 283 CID de 170 ch (130 kW). Le V8 coûtait 110 $ de plus que le Six et pesait 5 lb (2,3 kg) de moins. GM a abandonné le nom de Chevrolet Parkwood en 1962, en nommant plutôt leurs breaks d'après les noms de leurs séries: Biscayne, Bel Air et Impala.

### Sécurité
Le Parkwood de 1961 de Chevrolet (ainsi que tous les autres Chevrolet full-size) comportait une version raccourcie du cadre cruciforme Safety-Girder de Chevrolet introduit en 1958. Similaire dans la disposition au cadre adopté pour la Cadillac de 1957, il comportait des rails latéraux en caisson et une traverse avant en caisson qui s'inclinait sous le moteur, ces cadres en X ont été utilisés sur d'autres Chevrolet de 1958 à 1964, ainsi que sur les Cadillac. L'arrière était attaché ensemble par une traverse de section de canal. Cette conception a ensuite été critiquée comme offrant moins de protection en cas de collision latérale, mais elle subsistera jusqu'en 1965.

### Arrêt et remplacement du Chevrolet Parkwood
GM a abandonné la plaque signalétique du break Chevrolet Parkwood (ainsi que les noms des breaks Brookwood et Nomad) en 1962, en nommant plutôt leurs break d'après leurs noms de série : Biscayne (en remplacement direct du Brookwood), Bel Air et Impala. Les breaks Biscayne, Bel Air et Impala de 1962 à 64 étaient très similaires aux modèles de breaks Chevrolet de 1961.